# Accademia Albertina
Pour les articles homonymes, voir Albertina et Académie des beaux-arts.
L'Accademia Albertina est une institution universitaire pour l'étude des beaux-arts située à Turin, en Italie.

## Historique
Fondée en 1678, elle tire son origine de l'ancienne Compagnie des peintres de Saint-Luc, qui se tenait à Turin. La création de l'Académie royale de peinture et de sculpture en 1778, un siècle après la première fondation a été parmi les premiers événements inaugurant la période de réforme du règne de Victor-Amédée III de Sardaigne, sous la pression d'une politique visant à promouvoir et à moderniser la culture.
L'académie, située dans un palais donné par Charles-Félix de Savoie en 1833, comprend une vaste galerie d'art, fondée au départ pour l'enseignement, mais bientôt enrichie pour devenir un musée patrimonial majeur, avec une importante collection de moulages en plâtre et une grande bibliothèque, qui conserve à côté des ouvrages précieux, gravures, dessins et photographies d'une valeur inestimable.

## Anciens professeurs
(liste alphabétique, non exhaustive)
- Odoardo Tabacchi (1831-1905). Actif en 1870

## Anciens élèves
(liste alphabétique, non exhaustive)
- Emmanuel Villanis
- Rosalda Gilardi (1922-1999)
- Bernard Damiano (1926-2000)
- Adrien-Louis Lecocq (1832-1887)
- Giuseppe Penone (1947)
- Michelangelo Pistoletto (1933)

## Source
- (it) Cet article est partiellement ou en totalité issu de l’article de Wikipédia en italien intitulé « Accademia Albertina » (voir la liste des auteurs).